# Martin Blume (Musiker)

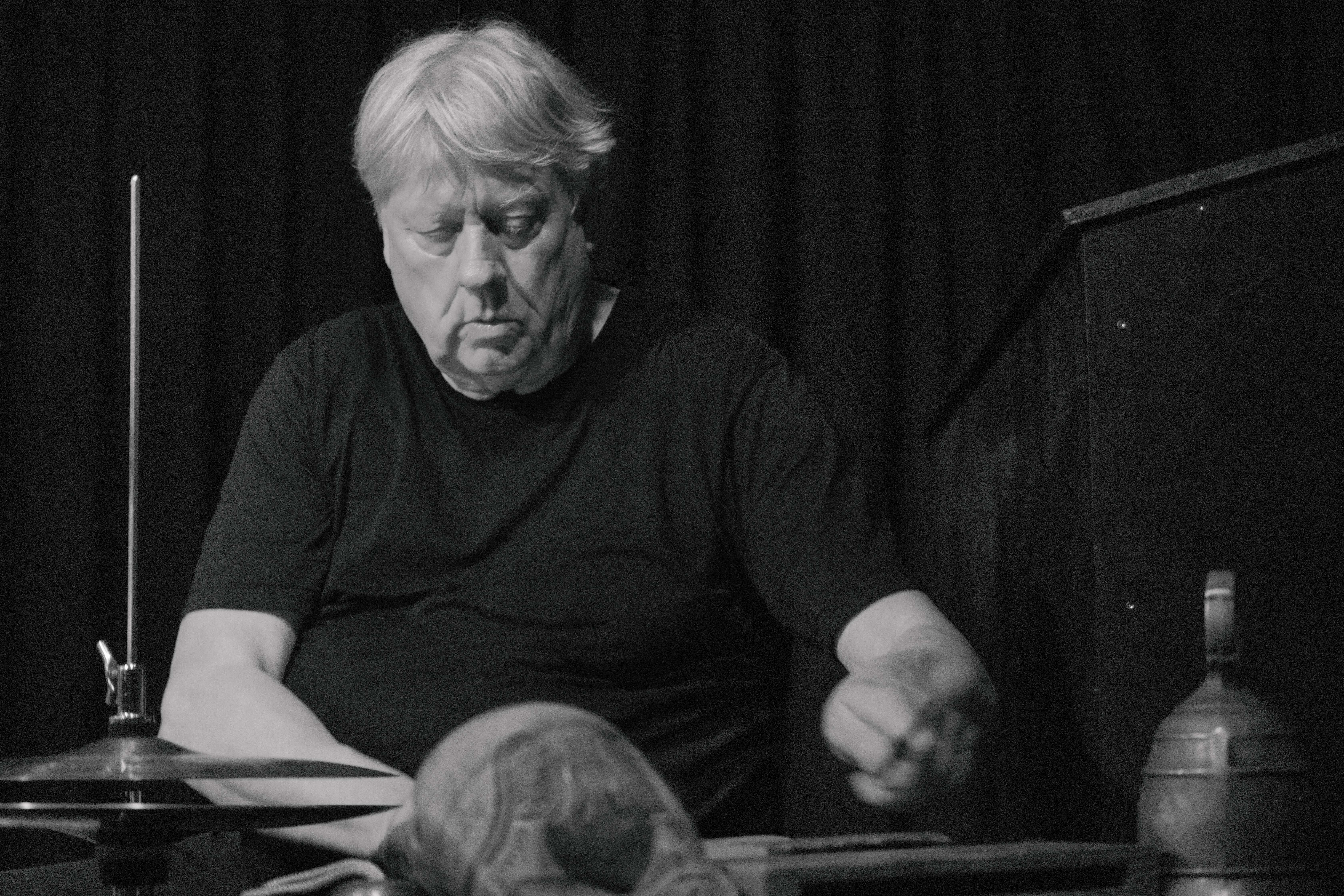
Martin Blume, 2024

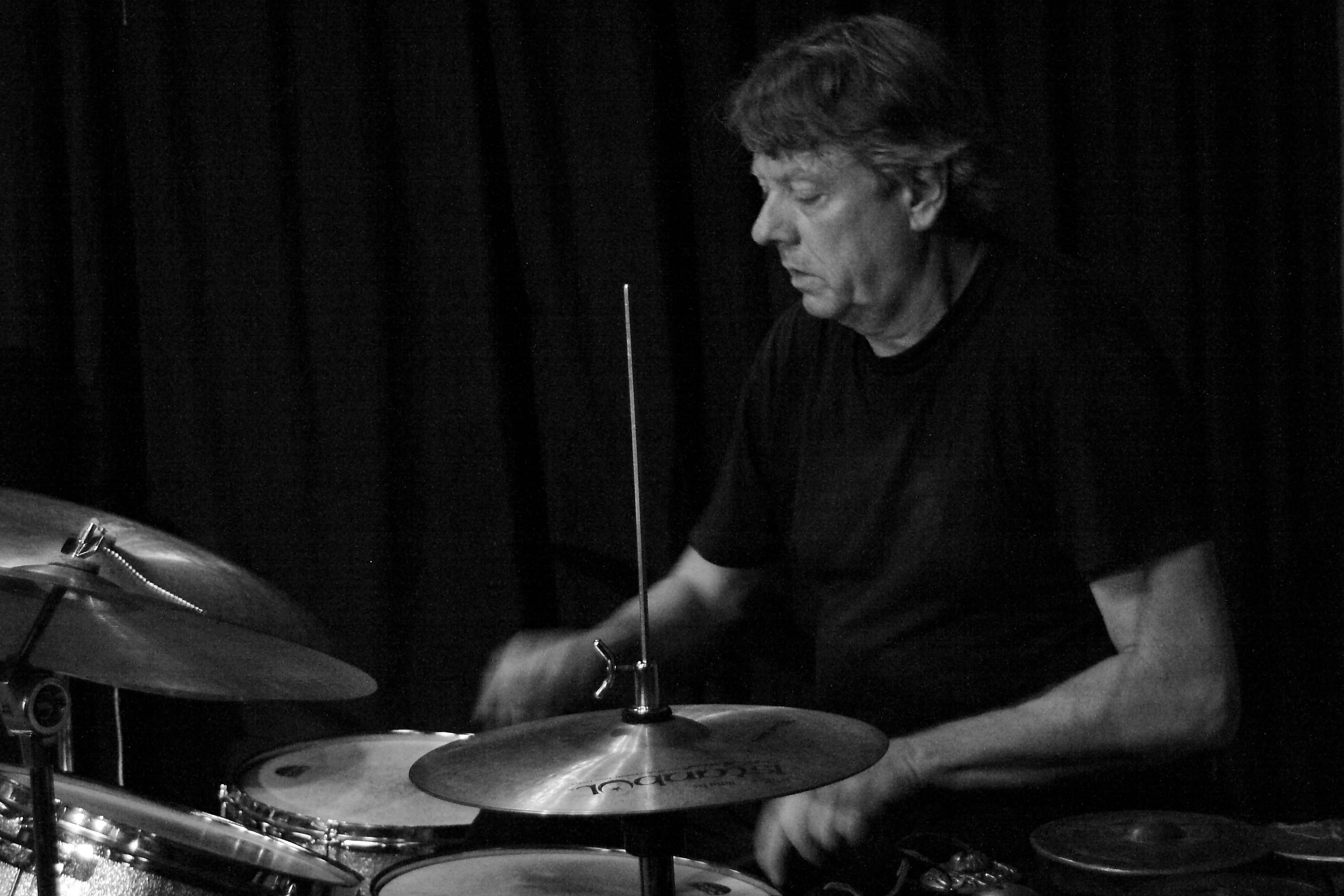
Martin Blume mit Speak easy im club W71, 2010

Martin Blume (* 1956 in Arnsberg) ist ein deutscher Schlagzeuger und Komponist.

## Karriere
Blume, der seit 1976 in Bochum lebt, wirkt seit 1983 als professioneller Musiker im Bereich des Jazz, der Improvisationsmusik und der Neuen Musik. Unter anderem arbeitete er mit Peter Brötzmann, Lol Coxhill, Earl Howard, Peter Kowald, Werner Lüdi, Jay Oliver, Dorothea Schürch, Melvyn Poore und Richard Teitelbaum zusammen.
Seit 1988 realisiert er vor allem eigene Projekte, mit denen er in vielen europäischen Ländern, den USA, Kanada und Australien auftrat und Alben einspielte. Dazu zählen Duo-Formationen mit Phil Wachsmann und mit Xu Fengxia, ein Trio mit Johannes Bauer und Sebi Tramontana und die Gruppen FOURinONE (mit Johannes Bauer, Luc Houtkamp und Dieter Manderscheid), Lines (mit Axel Dörner, Phil Wachsmann, Jim Denley und Marcio Mattos), Axon (mit Phil Minton, Fred Van Hove und Marcio Mattos), Caetitu (mit Yedo Gibson,  Veryan Weston und Marcio Mattos), Speak easy (mit Phil Minton, Ute Wassermann und Thomas Lehn) und Shift (mit Frank Gratkowski, Thomas Lehn, Philipp Zoubek und Dieter Manderscheid). Mit Ken Vandermark, Matthias Muche und Thomas Lehn bildet er das Free-Jazz-Quartett Soundbridges.
Daneben engagiert sich Blume als Organisator von Konzertreihen und Festivals zeitgenössischer Improvisationsmusik im Ruhrgebiet, wie dem Ruhr Jazz Festival und Open Systems.

## Diskographie (Auswahl)
- Frisque Concordance: Spellings (mit John Butcher, Georg Gräwe,  Hans Schneider), 1993
- Axon: Perceptions, 1994
- Hans Peter Hiby / Johannes Bauer / Marcio Mattos / Martin Blume: Live in Bremen (Aufruhr Records, 1995)
- Lines, 1997
- FOURinONE: Stelen, 2000
- Lines in Australia (mit Axel Dörner, Jim Denley, Phil Wachsmann, Marcio Mattos), 2003
- Mario Schiano / Xu Fengxia / Martin Blume Dear Peter, 2003
- Zero Plus (mit Aurora Josephson, Phil Wachsmann, Jacob Lindsay, Damon Smith), 2003
- Mount Washington (mit Chris Heenan, Wolfgang Fuchs, Tucker Dulin, Phil Wachsmann, Jeremy Drake, Anne LeBaron, Torsten Müller), 2004
- Luc Houtkamp/Cor Fuhler/Martin Blume: Burnt Siena, 2004
- FOURinONE: # 40 Vienna & # 41 Bernbeuren, 2003, 2004
- Axon: Constant Comments, 2005
- Birgit Ulher/Damon Smith/Martin Blume: Sperrgut, 2005
- Aurora Josephson/Joëlle Léandre/Damon Smith/Martin Blume: Cruxes, 2005
- Phil Wachsmann / Martin Blume: Pacific 2002, 2005 PACIFIC 2003 (2005)
- FOURinONE - POW Ensemble: Novembermusic 2004 (mit Guy Harris, Jan Truetschler, Paul Jeukendrup), 2005
- Caetitu, 2008
- SpeakEasy: backchats, 2009
- Vandeweyer/Van Hove/Lovens/Blume Quat Live at Hasselt (NoBusiness Records, 2013)
- Luc Houtkamp/Simon Nabatov/Martin Blume Encounters (Leo Records, 2014)
- Martin Blume, Wilbert De Joode, John Butcher: Low Yellow (Jazzwerkstatt, 2018)
- Frank Paul Schubert, Alexander von Schlippenbach, Martin Blume: Forge (Relative Pitch, 2020)
- Luc Houtkamp, Steve Beresford, Martin Blume & Sebi Tramontana: Frush (2024)